# شربووتسه
شربووتسه (به لهستانی:  Sierbowce) یک روستا در لهستان است که در گمینا سوکووکا واقع شده‌است. شربووتسه ۹۰ نفر جمعیت دارد.